# Reprezentacja Urugwaju w piłce siatkowej mężczyzn
Reprezentacja Urugwaju w piłce siatkowej mężczyzn – narodowa drużyna reprezentująca Urugwaj w rozgrywkach międzynarodowych. W latach 50 oraz 60 XX wieku drużyna Urugwaju była jedną z najlepszych drużyn Ameryki Południowej, jednakże w ciągu następnych lat, dominującą pozycje na kontynencie zyskały drużyny Brazylii oraz Argentyny.
Do największych sukcesów zespołu urugwajskiego zalicza się sześć medali Mistrzostw Ameryki Południowej oraz 13 miejsce na olimpiadzie w 1960 roku.
Obecnie drużyna zajmuje 51. miejsce w rankingu FIVB.

## Osiągnięcia

### Mistrzostwa Ameryki Południowej
2. miejsce - 1951, 1956, 1971
 3. miejsce - 1958, 1964, 1969